# Weronika Książkiewicz

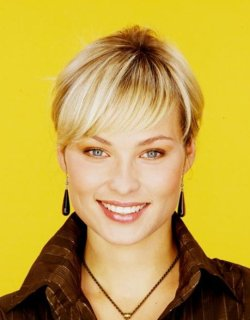
Weronika Książkiewicz

Weronika Książkiewicz (* 31. März 1981 in Moskau, Russland) ist eine polnische Schauspielerin.
Książkiewicz wurde als Tochter der Choreografin und Balletttänzerin Beata Książkiewicz und eines Russen in Moskau geboren. Sie studierte Schauspiel an der Staatlichen Hochschule für Film, Fernsehen und Theater in Łódź. 2005 machte sie dort ihren Abschluss. Es folgte eine Anstellung für zwei Jahre am neuen Theater in Łódź. Im Anschluss spielte sie in Krakau und Warschau Theater.
Während ihrer Ausbildung zur Schauspielerin absolvierte sie 2004 in den TV-Mini-Serien Stacyjka und Panienki ihre ersten Fernsehauftritte. Es folgten weitere Filme wie z. B. Karol. Ein Mann, der Papst wurde.
2010 wurde Weronika Książkiewicz Mutter eines Sohnes. Vater des Kindes ist Krzysztof Latek.
In der polnischen Ausgabe des Männermagazins Playboy war sie 2008 zu sehen.

## Filmografie (Auswahl)
- 2003: Plebania
- 2004: Stacyjka
- 2004: Panienki
- 2005: Zakrecone
- 2005: Karol – Ein Mann, der Papst wurde
- 2006: Lokatorzy
- 2007: Prawo miasta
- 2007: Dylematu 5
- 2008: Rozmowy noca
- 2008: Mala Moskwa
- 2008: Ile wazy kon trojanski?
- 2009: Zloty srodek
- 2011: Zlodzieje serc
- 2011: Los numeros
- 2011: Chichot losu
- 2013: Podejrzani zakochani
- 2014: Dzien dobry, kocham cie!
- 2015: Disco Polo
- 2016: Planeta Singli
- 2016: Kobiety bez wstydu
- 2016: Na noze
- 2018–2023: Lesniczówka (Fernsehserie)
- 2020: Mayday
- 2020–2021: Lepsza Polowa (Fernsehserie)
- 2021: Powrót do tamtych dni
- 2021: Furioza
- 2022: Milosc jest blisko
- 2022: Szczescia chodza parami
- 2022: Herkules (Fernsehserie)
- 2024: Piep*zyc Mickiewicza
- 2024: Töte mich, wenn du dich traust. (Zabij mnie, kochanie)